# Nocciola

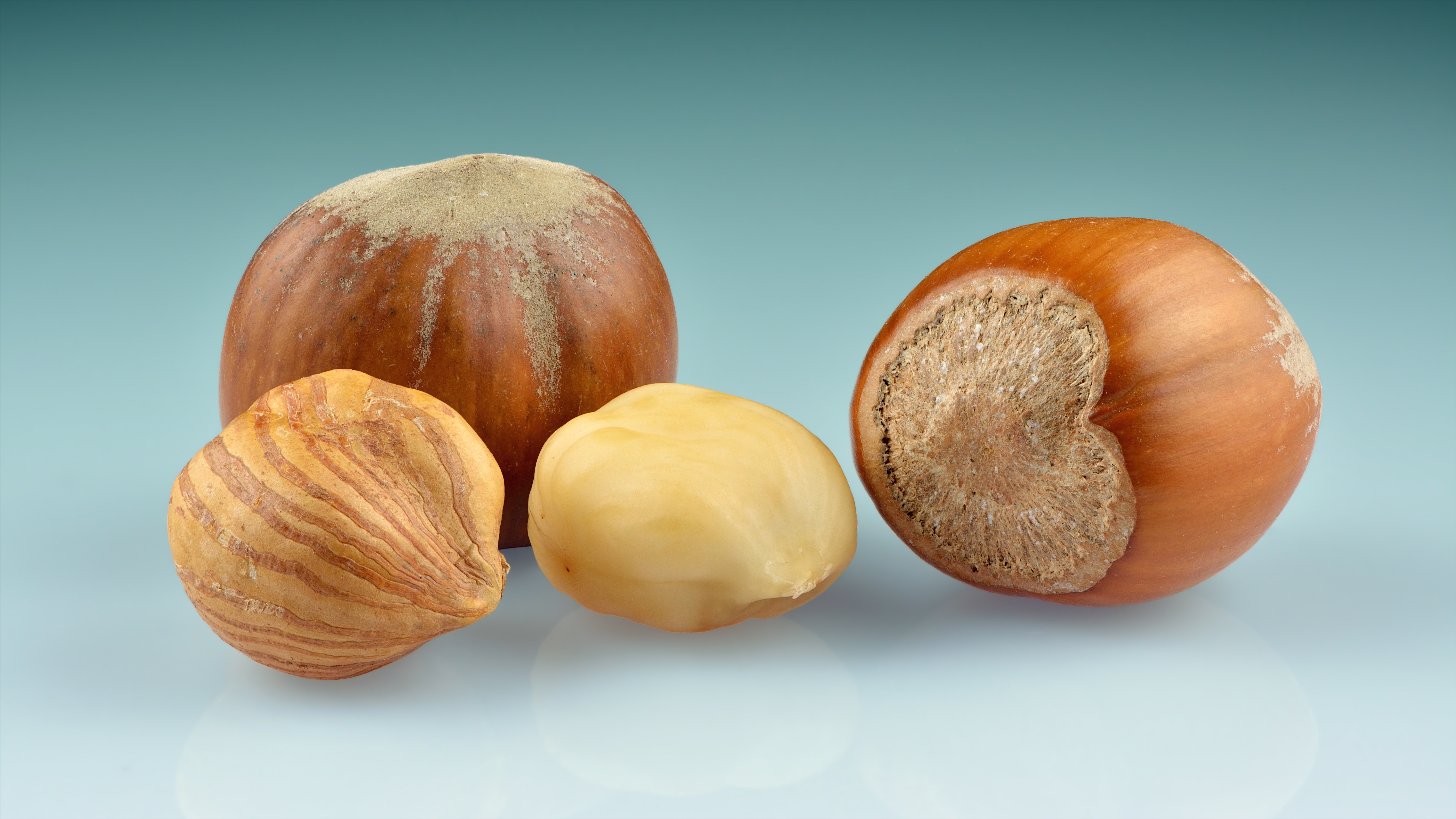
Nocciola: pericarpo e seme

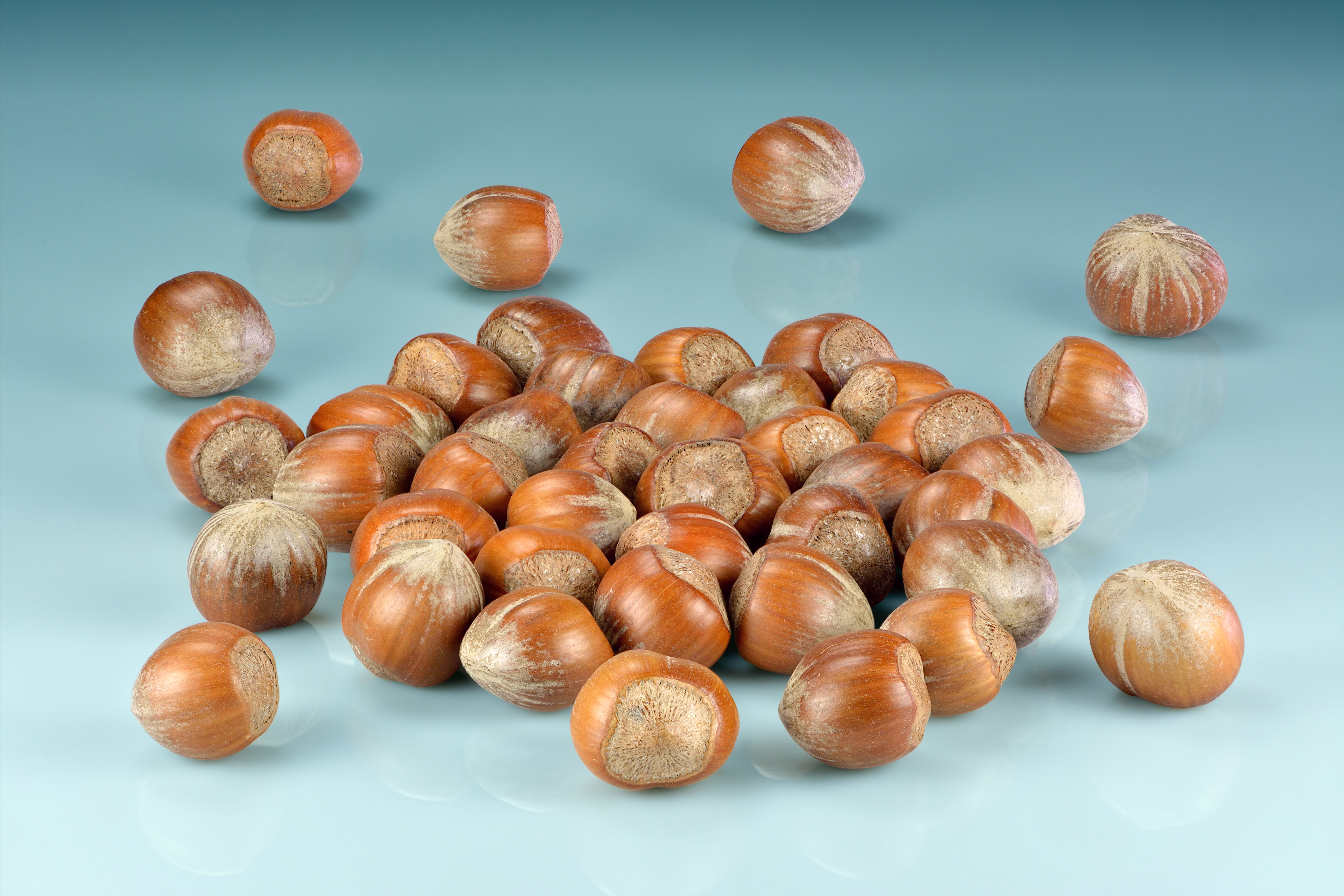

La nocciola, anche chiamata avellana, è il frutto del nocciolo, pianta coltivata dall'uomo già nell'antichità. Dopo la mandorla è il frutto più ricco di vitamina E ed è fonte di fitosteroli, un gruppo di sostanze ritenute importanti per la prevenzione delle malattie cardiovascolari. Le nocciole contengono, inoltre, grassi monoinsaturi in grado di abbassare il livello del colesterolo LDL e dei trigliceridi. Non va confusa con la nocciolina, termine con cui viene chiamata erroneamente l'arachide.

## Descrizione
Le nocciole italiane più pregiate sono:
- tonda gentile trilobata (ad esempio la nocciola tonda Gentile delle Langhe)
- tonda di Giffoni
- tonda gentile romana
- tonda tardiva
- Nocciola di Avellino

Grazie alle condizioni climatiche, questa pianta prospera nel bacino del Mediterraneo.
I maggiori produttori sono Turchia, Italia, Stati Uniti d'America e Spagna.
La nocciola è comunemente annoverata fra la frutta secca. Inizialmente è di colore verdastro, poi marroncino con il proseguire del la maturazione. Il pericarpo è in parte ricoperto da un involucro fogliaceo a margine irregolare.
Il seme è commestibile ed è di consistenza croccante. Viene consumato sia fresco che secco.
È molto ricco di lipidi (50-60%), di proteine (20%) e di acqua (11%). Questa composizione fa della nocciola un alimento calorico.
La nocciola è utilizzata principalmente nelle lavorazioni industriali, in quanto è il frutto che meglio si sposa con il cioccolato, sia al latte che fondente, in pasticceria, per la produzione di torroni, dolci e creme. Per la maggioranza degli impieghi viene sottoposta a tostatura.
Nei paesi di lingua tedesca la nocciola si usa sotto forma di farina per la preparazione di un dolce tipico simile ad una crostata, la torta Linzer.

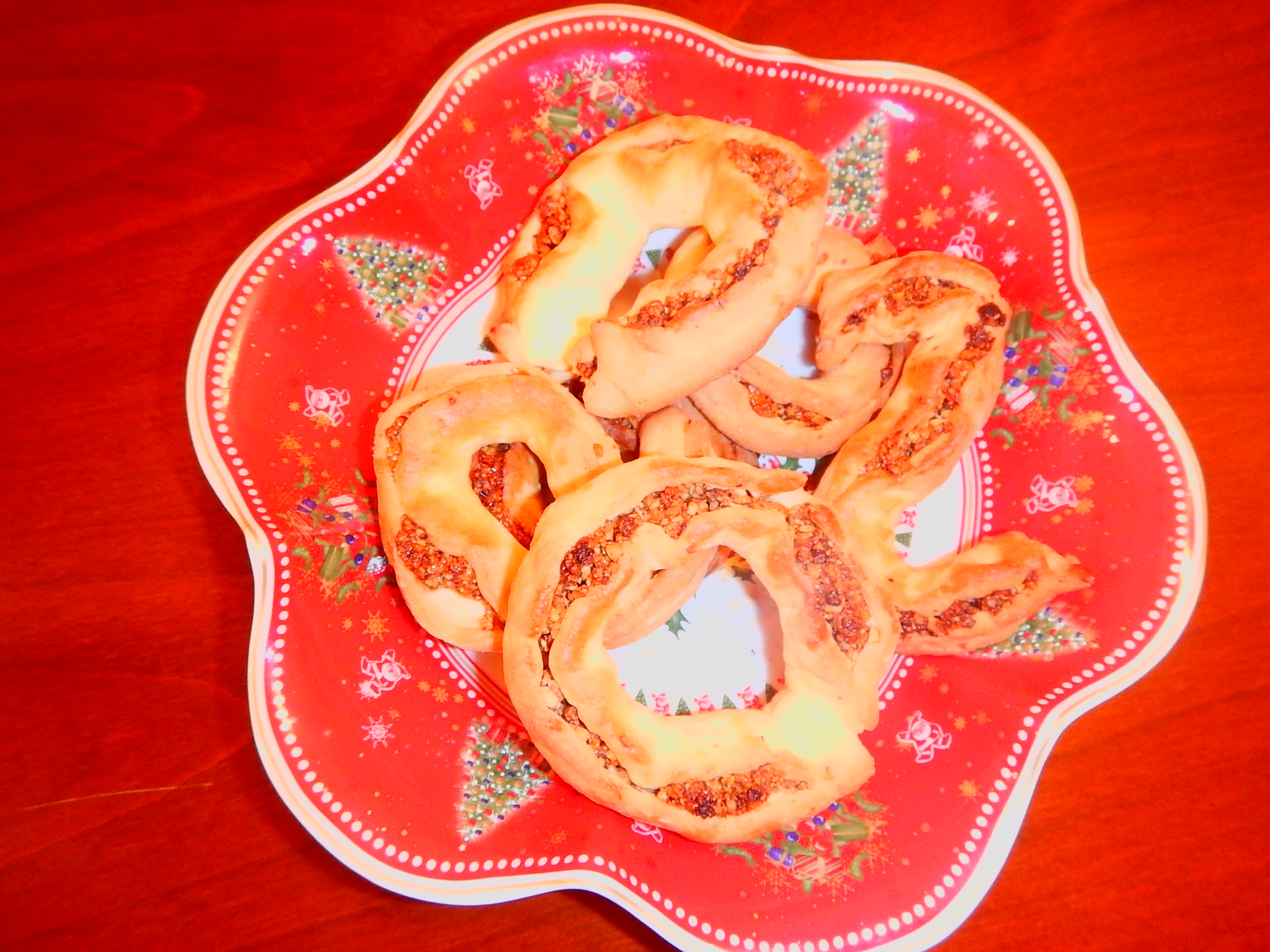
I Piccillatti, tipici biscotti ripieni di nocciole di Fondachelli-Fantina, Sicilia

Molto ricercato anche il suo olio, adoperato dall'industria cosmetica e alimentare, ma è molto costoso per le piccole quantità prodotte. La nocciola è inoltre ingrediente base per la produzione del frangelico, infuso liquoroso.

### Uso del termine in epoche e culture diverse
Al tempo della Roma antica si usava regalare piante di Corylus avellana (volgarmente nocciòlo) per augurare felicità. In Francia la pianta veniva donata agli sposi come simbolo di fecondità.
Nella cultura e nella lingua anglosassone il termine equivalente hazel ("nocciolina") è talvolta utilizzato come nome proprio o vezzeggiativo. Hazel è, ad esempio, il titolo di una canzone di Bob Dylan contenuta nell'album del 1974 Planet Waves. Hazel Grove (Boschetto di nocciòle) è una cittadina nelle vicinanze di Manchester, nell'Inghilterra nord-occidentale. Negli Stati Uniti Hazel è una città del Kentucky.

## Produzione
| Maggiori produttori di nocciole (in tonnellate) | Maggiori produttori di nocciole (in tonnellate) |
| ----------------------------------------------- | ----------------------------------------------- |
| Turchia                                         | 675 000                                         |
| Italia                                          | 131 281                                         |
| Azerbaigian                                     | 43 000                                          |
| Stati Uniti                                     | 29 030                                          |
| Cina                                            | 27 044                                          |
| Georgia                                         | 21 400                                          |
| Iran                                            | 15 645                                          |
| Francia                                         | 10 833                                          |
| Spagna                                          | 10 485                                          |
| Kirghizistan                                    | 4 872                                           |
| Mondo                                           | 1 006 178                                       |

### Sicurezza alimentare
I controlli effettuati dagli Stati membri dell'UE hanno riscontrato in partite di nocciola provenienti dalla Georgia frequenti casi di non conformità alle prescrizioni riguardo alla contaminazione da aflatossine.